# 波赫丹尼夫卡 (赫梅利尼茨基區)
49°39′53″N 26°28′49″E / 49.66472°N 26.48028°E
波赫丹尼夫卡（烏克蘭語：Богданівка）是位於烏克蘭西部的村莊，由赫梅利尼茨基州裡赫梅利尼茨基區的沃洛奇斯克市鎮負責管轄。該村始建於1720年，面積1.65平方公里，海拔高度306米，2001年人口526，人口密度每平方公里318.8人。